# San Antonio (Texas)
San Antonio Texas állam második, és az Amerikai Egyesült Államok hetedik legnagyobb városa. Dél-Texasban helyezkedik el, egyfajta kulturális bejáratot alkotva az amerikai Délnyugat számára. 1 328 984 lakójával Bexar megye központja, és a 2000-2006-os időszakot tekintve az államok negyedik leggyorsabban növekvő városa. Az elővárosaival együtt számított kétmillió lakosa a 28. legnagyobb agglomerációját alkotja az Amerikai Egyesült Államokban.

## Történet
San Antoniót a portugál Páduai Szent Antalról nevezték el, mert 1691-ben a spanyol hódítók az ő napján, június 13-án fedezték fel ezt a területet. A város a hadsereg több támaszpontjának is otthont ad, mint például Houstonban a Fort Sam, és Lackland légitámaszpontnak valamint a Randolph légitámaszpontnak. Továbbá San Antonio városában üzemel a South Texas Medical Center, Dél-Texas egyetlen orvosi kutató- és ellátó intézménye.

## Demográfia
A 2000-es népességszámlálási adatok szerint a város lakossága abban az évben 1 327 407 fő volt, ami 16%-os növekedés a 2000-ben mért adatokhoz képest.
Az etnikai összetétel a 2000-es népességszámlálási adatok szerint:
- Fehér: 72,6% (ebből nem hispán 26,6%)
- Hispán (spanyol) 63,2%
- Fekete 6,9%
- Ázsiai 2,4%
- Amerikai őslakos (indián) 0,9%
- Vegyes etnikumú (kettő vagy több) 3,4%
- más etnikumból 13,7%

| Lakosok száma | 3488 | 12 256 | 37 673 | 161 379 | 253 854 | 587 718 | 785 940 | 1 256 810 | 1 436 697 | 1 434 625 |
|               | 1850 | 1870   | 1890   | 1920    | 1940    | 1960    | 1980    | 2005      | 2014      | 2020      |

## Éghajlata
San Antonio a nedves szubtrópusi éghajlati övezet nyugati peremén fekszik. Az időjárás az uralkodó széliránytól függően lehet száraz vagy nedves, forró nyár és hideg tél a jellemző, a tavasz és az ősz kellemesen meleg és csapadékos.
San Antonioban a hóesés nem gyakori, néha jellemző az ónos eső a téli estéken. Az Országos Meteorológiai Szolgálat 31 esetben regisztrált hóesést a városban az elmúlt 122 évben, átlagosan körülbelül négyévente, azonban akár egy-két évtized is eltelhet a havazások között. 1985-ben esett a legtöbb hó, 41 cm. San Antonio az egyik leginkább árvízveszélyes régióban fekszik Észak-Amerikában. Tornádó a város határain belül ritkán fordul elő, a legutóbbi 2011 októberében volt.
| Hónap                         | Jan. | Feb. | Már. | Ápr. | Máj. | Jún. | Júl. | Aug. | Szep. | Okt. | Nov. | Dec. | Év   |
| ----------------------------- | ---- | ---- | ---- | ---- | ---- | ---- | ---- | ---- | ----- | ---- | ---- | ---- | ---- |
| Átlagos max. hőmérséklet (°C) | 17,2 | 19,4 | 23,1 | 27,1 | 30,6 | 33,6 | 34,8 | 35,6 | 32,4  | 27,9 | 22,4 | 17,8 | 26,9 |
| Átlagos min. hőmérséklet (°C) | 4,8  | 6,8  | 10,5 | 14,6 | 19,4 | 22,6 | 23,7 | 23,8 | 20,6  | 15,7 | 10,1 | 5,4  | 14,9 |
| Átl. csapadékmennyiség (mm)   | 45   | 46   | 59   | 53   | 102  | 105  | 70   | 53   | 77    | 104  | 58   | 49   | 819  |
| Havi napsütéses órák száma    | 158  | 172  | 217  | 210  | 223  | 276  | 310  | 294  | 234   | 217  | 171  | 148  | 2630 |
| Forrás: NOAA                  |      |      |      |      |      |      |      |      |       |      |      |      |      |